# Alternanthera ingramiana
Alternanthera ingramiana là loài thực vật có hoa thuộc họ Dền. Loài này được (Standl.) Schinz mô tả khoa học đầu tiên năm 1934.